# Fumetti neri
Fumetti neri ("black comics", чорні комікси італійською) — піджанр італійських коміксів, що з'явився з появою коміксу Diabolik (1962).

## Огляд
Вислів "Fumetti neri" походить від "cronaca nera", "чорні хроніки" —  кримінальні новини. Жанр надихався готичною літературою, французькими фейлетонами та італійськими кіножахами. На локальному ринку, що характеризується коміксами, присвяченими молодим глядачам, визначний комерційний успіх Діаболіка виявив нішу дорослих читачів, зацікавлених у зверненні до дорослих, а іноді й специфічних тем насильству та сексу.
Персонажі fumetti neri були швидше антигероями чи злодіями, ніж традиційними героями, та й сам Diabolik своєрідно трактував образ Фантомаса. Головні герої фуметті нері надихалися Дьяболіком та часто мали літеру K в іменах. Це, наприклад, Kriminal (більш жорстока версія Дьяболіка від Magnus та Max Bunker), Satanik (жіноча версія Дьяболіка від тих же авторів, з надприродними елементами та елементами хорору) та Sadik.
Великий успіх цього жанру привів у 1965 році до громадських кампаній проти них, і навіть до судових позовів. Як наслідок, з 1966 року деякі комікси помітно зменшили рейтинг насильства та еротичності, намагаючись відкрити себе молодшій і ширшій аудиторії, а інші, так звані "vietati ai minori" ("заборонені неповнолітнім"), використовували свій статус, демонструючи рейтинговий секс, а іноді і відкриту порнографію.
У Франції ці комікси друкувалися у форматі дайджестів типу Elvifrance.

## Legacy
Завдяки fumetti neri з'явився fumetti d'autore/auteur comics, що друкувався у виданнях linus (1965),  Il Sergente Kirk (липень 1967 – грудень 1969), Eureka (листопад 1967), Il Mago (квітень 1972 – грудень 1980) та Frigidaire (до грудня 1980) та мав сприятливі умови для розвитку від середини 1960-х.